# Zabit Samedov
Zabit „Maugli” Samedov (în azeră Zabit Səmədov, în rusă Забит Самедов, n. 21 iunie 1984, Candar⁠(d), Republica Sovietică Socialistă Gruzină, URSS) este un kickboxer azer care se antrenează în sala de sport Chinukdin Minsk, Belarus. El a concurat în galele K-1, It's Showtime și SUPERKOMBAT.
Începând cu 1 noiembrie 2018, el se află pe locul al optelea în lume la categoria grea, într-un clasament făcut de CombatPress.com.

## Biografie și carieră
Zabit Samedov s-a născut în Gardabani, Georgia, într-o familie de azeri care s-a mutat la Minsk pe când el avea 10 ani. El a început să practice artele marțiale de la vârsta de 9 ani. La început, a studiat karate timp de 6 luni sub comanda senseiului Aziz Dursunov, apoi a trecut la Muay Thai. În 1998, el s-a alăturat clubului din sala Chinuk, binecunoscută în Minsk. S-a antrenat cu Alexei Ignașov și Serghei Gur sub îndrumarea antrenorul lui Dmitriy Pyasetsky. El a fost recrutat în K-1 după ce a obținut mai multe titluri la diverse evenimente, între 2004 și 2006. 
Pe 17 august 2007, în urma turneului K-1 World GP 2007 din Las Vegas, Comisia Atletică a statului Nevada (NSAC) a emis o declarație prin care a anunțat faptul că Samedov a fost testat pozitiv pentru Stanozolol, un steroid anabolizant.
Samedov l-a învins în prima rundă prin KO pe Wiesław Kwaśniewski la gala SUPERKOMBAT New Heroes 3 din Viena, Austria pe 10 mai 2013.
Întorcându-se în ring după opt luni, Samedov s-a învins pe Stefan Leko printr-un KO în numai 21 de secunde într-un meci desfășurat la Groznîi, Rusia, pe 6 iulie 2014.

## Legături externe
- Site oficial Arhivat în 28 septembrie 2013, la Wayback Machine.
- Profil Arhivat în 2 octombrie 2015, la Wayback Machine. la K-1